# Leptocolpia oxygonia
Leptocolpia oxygonia är en fjärilsart som beskrevs av Louis Beethoven Prout 1925. Leptocolpia oxygonia ingår i släktet Leptocolpia och familjen mätare. Inga underarter finns listade i Catalogue of Life.